# 上钢新村街道
上钢新村街道是中国上海市浦东新区下辖的一个街道，范围东至上南路与周家渡街道相邻，南至川杨河与三林镇相接，西、北临黄浦江。面积7.54平方公里。户籍人口10.5万人（2008年）。

## 行政区划
上钢新村街道下辖以下地区：
上钢一村居委会、上钢二村居委会、上钢三村居委会、上钢四村居委会、上钢五村居委会、上钢六村居委会、上钢七村居委会、上钢九村居委会、上钢十村居委会、德州一村居委会、德州二村居委会、德州三村居委会、德州四村居委会、德州五村居委会、德州六村居委会、德州七村居委会、济阳一村居委会、济阳二村居委会、济阳三村居委会、耀华路一居委会、济中居委会、耀华路三居委会、上南花城居委会。